# Volleybalvereniging Lycurgus 2022-2023
Questa voce raccoglie le informazioni riguardanti il Volleybalvereniging Lycurgus nelle competizioni ufficiali della stagione 2022-2023.

## Stagione
Il Volleybalvereniging Lycurgus partecipa alla stagione 2022-23 con la denominazione sponsorizzata Samen Lycurgus.
In Eredivisie si piazza al quarto in regular season, migliorando di un posto la propria posizione al termine della Pool scudetto, senza riuscire a qualificarsi per la finale. Sempre in ambito nazionale, si aggiudica sia la Supercoppa olandese che la Coppa dei Paesi Bassi.
Partecipa inoltre alla Coppa CEV, uscendo di scena agli ottavi di finale.

## Organigramma societario
Area direttiva
- Presidente: Arie Wink
- Magazziniere: Ger Bruins

Area tecnica
- Allenatore: Arjan Taaij
- Assistente allenatore: Gerard Smit, Mohamed Romdhane
- Scoutman: Eduard Ochakovski
- Preparatore atletico:

Area sanitaria
- Fisioterapista: Sanne Nintema

## Rosa
| N° | Nome              | Ruolo | Data di nascita   | Nazionalità sportiva |
| -- | ----------------- | ----- | ----------------- | -------------------- |
| 1  | Jesper Schut      | C     | 17 settembre 1999 | Paesi Bassi          |
| 3  | Markus Held       | P     | 19 agosto 2000    | Paesi Bassi          |
| 4  | Jaron Spiegelaar  | L     | 3 maggio 2000     | Paesi Bassi          |
| 5  | Kyle McCauley     | S     | 23 gennaio 1999   | Stati Uniti          |
| 6  | Luuk Hofhuis      | C     | 28 settembre 2001 | Paesi Bassi          |
| 7  | Steven Ottevanger | L     | 7 gennaio 1995    | Paesi Bassi          |
| 7  | Ferdy van Dijk    | S     | 17 luglio 2001    | Paesi Bassi          |
| 9  | Ryan Coenen       | S     | 16 ottobre 1996   | Stati Uniti          |
| 10 | Maarten Bartels   | S     | 29 luglio 1998    | Paesi Bassi          |
| 11 | Geoffrey van Gent | O     | 23 ottobre 1996   | Paesi Bassi          |
| 12 | Tieme de Jong     | P     | 10 novembre 2001  | Paesi Bassi          |
| 15 | Jacob Kern        | O     | 26 agosto 1997    | Canada               |
| 17 | Niels de Vries    | C     | 4 luglio 1996     | Paesi Bassi          |
| 20 | Jeffrey Klok      | L     | 29 ottobre 1998   | Paesi Bassi          |

## Statistiche

### Statistiche di squadra
| Competizione          | Punti | In casa | In casa | In casa | In trasferta | In trasferta | In trasferta | Totale | Totale | Totale |
| Competizione          | Punti | G       | V       | P       | G            | V            | P            | G      | V      | P      |
| --------------------- | ----- | ------- | ------- | ------- | ------------ | ------------ | ------------ | ------ | ------ | ------ |
| Eredivisie            | 52/21 | 16      | 11      | 5       | 16           | 12           | 4            | 32     | 23     | 9      |
| Coppa dei Paesi Bassi | -     | 1       | 1       | 0       | 3            | 2            | 1            | 5      | 4      | 1      |
| Supercoppa olandese   | -     | -       | -       | -       | -            | -            | -            | 1      | 1      | 0      |
| Coppa CEV             | -     | 2       | 1       | 1       | 2            | 0            | 2            | 4      | 1      | 3      |
| Totale                | -     | 19      | 13      | 6       | 21           | 14           | 7            | 42     | 29     | 13     |

### Statistiche dei giocatori
| Giocatore     | Coppa CEV | Coppa CEV | Coppa CEV | Coppa CEV | Coppa CEV |
| Giocatore     | P         | PT        | AV        | MV        | BV        |
| ------------- | --------- | --------- | --------- | --------- | --------- |
| M. Bartels    | 2         | 3         | 3         | 0         | 0         |
| R. Coenen     | 2         | 27        | 25        | 1         | 1         |
| T. de Jong    | 2         | 1         | 1         | 0         | 0         |
| N. de Vries   | 2         | 15        | 15        | 9         | 4         |
| M. Held       | 2         | 5         | 1         | 1         | 3         |
| L. Hofhuis    | 2         | 9         | 6         | 3         | 0         |
| J. Kern       | 2         | 22        | 20        | 1         | 1         |
| J. Klok       | -         | -         | -         | -         | -         |
| K. McCauley   | 2         | 18        | 15        | 3         | 0         |
| S. Ottevanger | -         | -         | -         | -         | -         |
| J. Schut      | 0         | 0         | 0         | 0         | 0         |
| J. Spiegelaar | 2         | 0         | 0         | 0         | 0         |
| F. van Dijk   | 0         | 0         | 0         | 0         | 0         |
| G. van Gent   | 1         | 3         | 3         | 0         | 0         |

P = presenze; PT = punti totali; AV = attacchi vincenti; MV = muri vincenti; BV = battute vincenti

NB: Non sono disponibili i dati relativi alla Eredivisie, alla Coppa dei Paesi Bassi e alla Supercoppa olandese